# 大崎南村
大崎南村（おおさきみなみむら）は、広島県豊田郡にあった村。現在の豊田郡大崎上島町の一部にあたる。

## 地理
- 海洋：瀬戸内海
- 島嶼：大崎上島[1]

## 歴史
- 1889年（明治22年）4月1日、町村制の施行により、豊田郡明石方村、沖浦村が合併して村制施行し、大崎南村が発足[2][3]。
- 1949年（昭和24年）明石農業協同組合設立[4]。
- 1951年（昭和26年）大崎南漁業協同組合設立[1]。
- 1955年（昭和30年）3月31日、豊田郡木江町と合併し、木江町が存続して廃止された[2][3]。

## 産業
- 農業、果樹、漁業、造船[1][4]

## 交通

### 港湾
- 沖浦漁港[1]